# Машок, Майк
Майкл «Майк» Машок (англ. Michael «Mike» Mushok) — американский музыкант. Является ведущим гитаристом группы Saint Asonia. Он наиболее известен как ведущий гитарист альтернативной метал группы Staind. Майк также ранее был участником группы Newsted.

## Оборудование
Майк хорошо известен тем, что использовал баритон-гитары, сделанные PRS, и Ibanez, настроенный на Drop G #, со второй струной настроенной на полтона к F # (G # D # G # C # F # A #), а также Double Drop G # (G # C # G # C # F # A #) на некоторых песнях, и подписанные гитары сделаны для него обеими компаниями. Его подписная баритон-гитара PRS была выпущена в 2009 году и была доступна в серебристо-коричневых и коричневых цветах, в то время как его подписная Ibanez, баритон-гитара MMM1, была выпущена в 2003—2007 годах. Он также использовал пользовательскую семиструнную гитару, настроенную на (F # C # G # C # F # A # D #) на одноименном альбоме Staind, а также на дебютном альбоме Saint Asonia .

### Усилители
На протяжении своей карьеры Мушок использовал различные усилители Marshall, Rivera и Diezel, а также акустические системы Marshall.

### Эффекты
Мушок использует процессор эффектов Lexicon Rackmount для подавляющего большинства своих эффектов, включая фейзер, флэнджер и дилей. Единственные педали, которые он действительно использовал, — это педаль Boss OC-3 Super Octave и шумоподавитель Boss NS-2.

## Карьера
В 1995 году Мушок присоединился к группе Staind с Аароном Льюисом, Джонни Эйприлом и Джоном Высоцким в Спрингфилде (штат Массачусетс). В 1996 году они выпустили свой дебютный альбом Tormented. Вскоре после этого группа получила концертный слот через двоюродного брата Аарона Льюиса Джастина Кантора с Limp Bizkit. Незадолго до выступления фронтмен Limp Bizkit Фред Дёрст (Fred Durst) выступил перед группой по поводу графического оформления обложки их альбома и обвинил их в том, что они поклоняются сатане. Но в итоге Дёрст был впечатлен выступлением группы.
После этого группа Staind выпустила студийные альбомы: Dysfunction (1999), Break the Cycle (2001), 14 Shades of Grey (2003), Chapter V (2005), The Singles: 1996–2006 (2006), The Illusion of Progress (2008) и одноименный альбом (2011), прежде чем отправиться в перерыв в 2012 году. В 2014 году Staind снова ненадолго отправились в турне перед вторым перерывом. Они воссоединились для разового набора в августе 2017 года и с тех пор не воссоединились. Будущее группы в настоящее время неясно, хотя они также официально не распались.
В 2013 году Мушок присоединился к хэви-метал группе Newsted, возглавляемой бывшим басистом Metallica Джейсоном Ньюстедом.
После расформирования Newsted в 2014 году Майк присоединился к группе Saint Asonia в 2015 году.

## Стиль игры
Майк Мушок имеет особый стиль игры. Он известен тем, что использует баритон-гитары и экспериментирует с настройками, но также использует стандартные гитары, которые в большинстве случаев настроены на стандарт D#. В дополнение к гитаре, Майк также исполнил устный вокал на альбоме Staind Tormented. Он цитирует Тони Макалпина (его учителя гитары), Эдди Ван Халена, Джимми Хендрикса, Эрика Джонсона, Стиви Рэй Вона и Даймбэга Даррелла, как повлиявших гитаристов на него.

## Личная жизнь
Женат, имеет двоих детей.